# علم التركيات

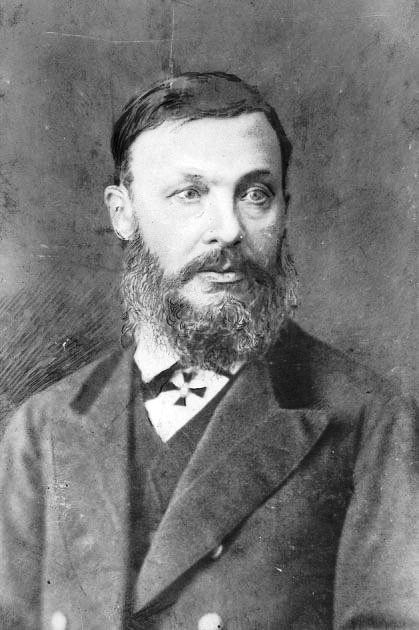

عِلْمُ اْلتُّرْكِيَّاتِ (بالإنجليزية: Turkology) هو عبارة عن مجموعة من العلوم الإنسانية التي تهتم بدراسة اللغات والتاريخ والأدب والفلكلور، وعلم الأعراق من المتحدثين باللغات التركية والشعوب التركية. بما فيها الجماعات العرقية من سخا في شرق سيبيريا إلى الأتراك في منطقة البلقان والغاو في مولدافيا.

## التاريخ
تم تنظيم معلومات أحوال سلالات القبائل التركية لأول مرة من قبل عالم اللغة التركي في القرن الحادي عشر محمود الكشقري في (قاموس اللغة التركية) Dīwān ul-Lughat it-Turk . تم تجميع قواميس متعددة اللغات في أواخر القرن الثالث عشر للتطبيق العملي للمشاركين في التجارة الدولية والحياة السياسية: قواميس كيبتشاك (كومان) - الفارسية - اللاتينية - الألمانية المخطوطة كومانيكوس، الأرمينية - كيبتشاك، والقواميس الروسية - كيبتشاك. بحلول العصور الوسطى، تركزت علم التركيات حول المؤرخين البيزنطيين / اليونانيين والسفراء والمسافرين والجغرافيين. في القرنين الخامس عشر والسابع عشر، كان الموضوع الرئيسي لعلم الترك هو دراسة الإمبراطورية العثمانية واللغة التركية واللغات التركية في أوروبا الشرقية وغرب آسيا. في عام 1533 ظهر أول كتاب تَمْهِيديّ مكتوب بخط اليد، وبحلول عام 1612 تم نشر كتاب مطبوع للقواعد النحوية بواسطة جيروم ميجيزر، تلاه كتاب المرادفات المكون من 4 مجلدات.
بدأ P. S. Pallas نهج أكثر علمية في علم التركيات من خلال قواميس المقارنة لجميع اللغات والتي تضمنت مواد معجمية ولغات تركية أخرى في القرن التاسع عشر، تم تطوير علم الترك من خلال ادخال قواعد اللغة التركية وتم تحقيق أكبر انجاز في أواخر القرن التاسع عشر من خلال فك رموز نقوش Orkhon (اللغة التركية القديمة) وبحلول نهاية القرن التاسع عشر، تطور علم الترك ليشمل تخصصات معقدة مثل اللغويات والتاريخ وعلم الأعراق البشرية والآثار والفنون والأدب.
في القرن العشرين، كان مجمع علم الترك يشمل الأنثروبولوجيا الفيزيائية، وعلم العملات، وعلم الوراثة، والنصوص الأبجدية التركية القديمة، والتصنيف، والتكوين، وعِلمُ الاشتِقاق، وعِلم أسماء الأعلام واشتقاقها، والأسماء الجغرافية
سمحت التطورات العلمية بالتأريخ، وعلم تاريخ الأشجار، وعلم المعادن، والكيمياء، والنسيج، وغيرها من التخصصات المتخصصة في تطوير الدراسات التركية كما سمحت دراسة أعمق للمصادر القديمة بفهم أفضل للقوى الاقتصادية والاجتماعية والأسطورية والثقافية للمجتمعات المستقرة والبدوية. كشفت الدراسات اللغوية عن تعايش ما قبل القراءة والكتابة والتأثيرات المتبادلة بين مختلف الشعوب.

### الاضطهاد في روسيا السوفيتية
في 9 أغسطس 1944، نشرت اللجنة المركزية للحزب الحاكم لاتحاد الجمهوريات الاشتراكية السوفياتية، مرسومًا يحظر «تأريخ» كتابة التاريخ التركي. أعقب المرسوم موجة متتالية من الاعتقالات الجماعية، وسجن وقتل المثقفين في علم الترك، وخلق عدد كبير من العلماء المستبدلين، لإعادة كتابة صفحات التاريخ بشكل مصطنع وغير صحيح.
تعرض العديد من علماء علم الترك في روسيا للاضطهاد أو السجن من قبل حركة الاضطهاد السياسي لجوزيف ستالين التي حدثت خلال ثلاثينيات وأربعينيات القرن العشرين، بسبب كتاباتهم ومنشوراتهم الإسلامية. كما تعرض علماء ثقافيون آخرون، مثل علماء المصريات وعلماء اليابان للقمع السياسي، في حركة ستالين لتطهير روسيا الشيوعية من الأقليات العِرْقِيَّة التي شكلت معارضة للشيوعية.
من ناحية أخرى، جلب هذا المرسوم فوائد غير مقصودة لعلم الترك. كان أحدهما هو التطور اللغوي الفوري. هروب العلماء من روسيا الأوروبية إلى مناطق نائية، والذي جلب علماء من الدرجة الأولى إلى العديد من المناطق النائية التي تعاني من الجوع فكريا في آسيا الوسطى .العثور على ثروة من الحقائق التركية اثناء عملية البحث عن التاريخ المدفون لإعادة اختراع  التاريخ «الصحيح» وأدى إلى عدم وجود حجم طباعة يمكن أن يلبي الطلب إلى اندفاعًا في الجيل الجديد من علماء الترك ولوجيا.
مع الإعدام المادي للعلماء من المجتمع، تم تنظيم إبادة كاملة لجميع أعمالهم المنشورة وغير المنشورة في وقت واحد. تمت إزالة كتبهم من المكتبات وإتلافها من المجموعات الخاصة من قبل السكان المروعين، وتم إعدام المقالات والمنشورات، وتم تنقيح الصور المنشورة، وتم إتلاف الصور الخاصة، وتم مسح المراجع العلمية المنشورة، أو إتلاف المنشورات ذات المراجع غير المرغوب فيها. تم استرداد عدد قليل جدًا من مذكرات الرحلات الاستكشافية والمذكرات والتقارير ومسودات المنشورات في أوائل القرن العشرين.